# Dera (langue papoue)
Le dera est une langue papoue parlée en Indonésie, dans la province de Papouasie, et de l'autre côté de la frontière dans la province de Sandaun en Papouasie-Nouvelle-Guinée. 

## Classification
Le dera constitue, avec l'angor, les langues senagi, une des familles de langues papoues.

## Sources
- (en) Harald Hammarström, Robert Forkel, Martin Haspelmath, Sebastian Bank, Glottolog, Dera (Indonesia).